# Червеногърба отровна жаба
Червеногърбата отровна жаба (Allobates zaparo) е вид земноводно от семейство Aromobatidae. Видът е незастрашен от изчезване.

## Разпространение
Разпространен е в Еквадор и Перу.